# Plano espiritual

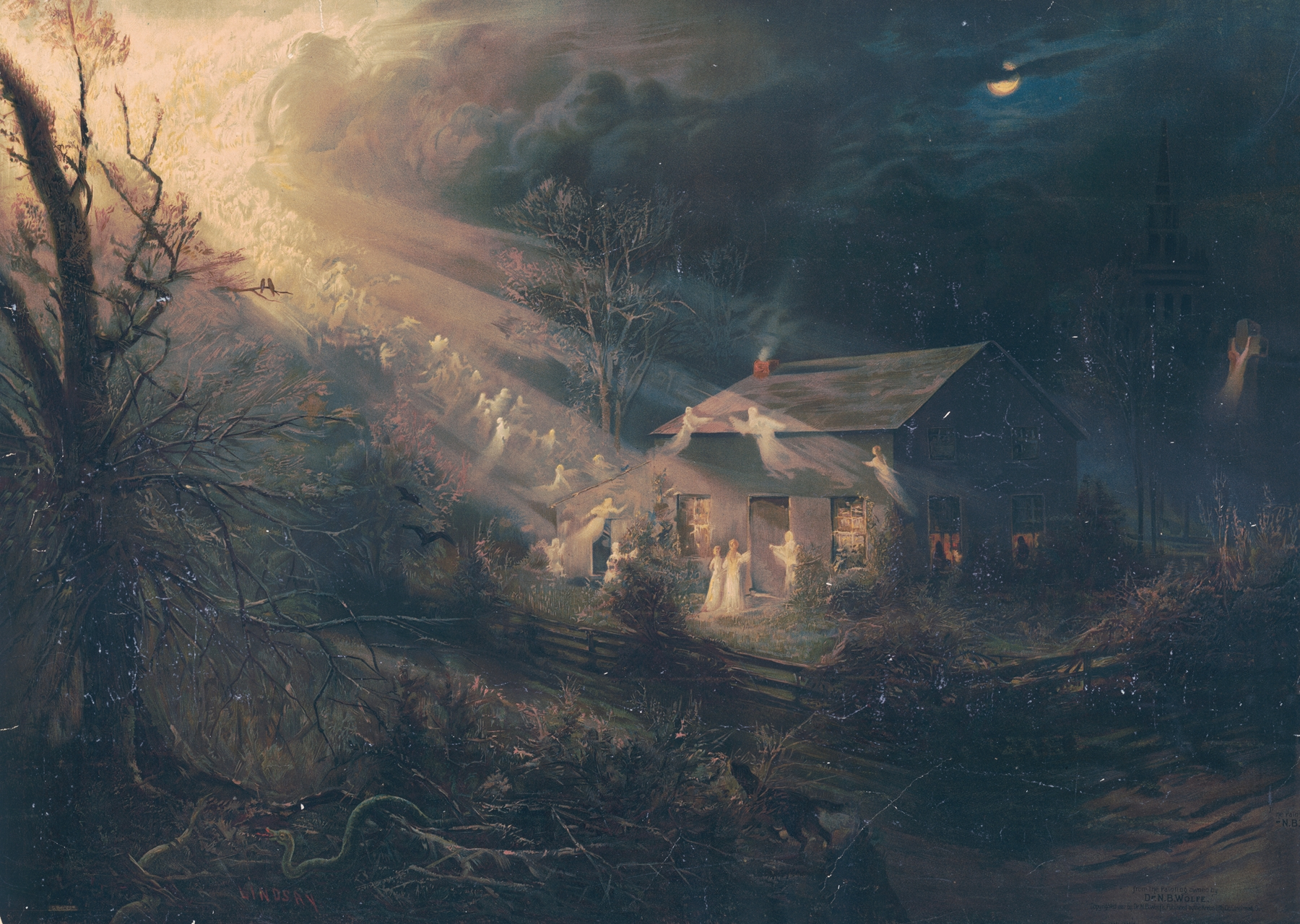
Uma cabana com uma reunião de espíritos (1887). De uma pintura originalmente guardada por Napoleon Bonaparte Wolfe, um defensor do espiritualismo

No espiritualismo, plano espiritual é a realidade extra-física onde os espíritos se encontram. Tal ideia está presente na doutrina espírita, na rosa-cruz e na teosofia. Tanto no movimento espírita como em outras tradições espiritualistas existem outras denominações para o plano espiritual, como o além, além da vida, além-túmulo, após-vida, dimensões espirituais, mundo espiritual, outro lado (da morte), outro mundo, plano astral, plano mental, mundo do desejo, mundo do pensamento e plano extrafísico.

## Na doutrina espírita
Segundo a doutrina espírita, o espírito, após a morte do corpo, dispõe de percepções mais abrangentes do que quando está ligado à matéria. Além disso, percebe a passagem do tempo de forma diversa.
A forma de retratar o plano espiritual, entre os espíritas, foi fortemente influenciada pelos romances mediúnicos que se disseminaram no Brasil a partir dos anos 50. A obra Nosso Lar, psicografada por Chico Xavier, e atribuída ao espírito André Luiz, foi uma das pioneiras nesse campo. Ela descreve o além-túmulo com várias cidades e aglomerações urbanas, nas quais reúnem-se os espíritos de acordo com sua evolução moral.
A vida se separa por faixas, de acordo com a "frequência vibracional" da matéria lá existente e que está além da realidade física. Quanto mais "elevada" a frequência da vibração, mais sutil será a faixa e mais evoluídos serão os espíritos que nela se encontram, ao passo que, quanto mais "baixa" ela for, mais baixa será a faixa e mais atrasados serão os seus habitantes. Do mesmo modo, dependerá da frequência vibracional a maior ou a menor sutileza das construções existentes no plano espiritual.
Uma visão parecida com a descrita por André Luiz (espírito) é a que Algar, o espírito-guia do médium neerlandês Jozef Rulof, mostrou a ele, visão esta que é descrita em sua obra cujo título em inglês é "A View into the Hereafter" (Examinando o Após-vida), em três volumes.[carece de fontes?]
Alguns críticos do Espiritismo negam a realidade do plano espiritual afirmando que os alegados médiuns dão, cada um, uma descrição diferente da mesma, o que é um indício, segundo eles, de que o que esses ditos médiuns relatam nada mais é que fruto de sua imaginação. No artigo Percepções da Realidade procura-se explicar o porquê de ser absolutamente natural que os relatos de diversos médiuns sobre o plano espiritual sejam diferentes entre si, o que seria uma prova de que isso em nada serve para negar a sinceridade de tais relatos.

### O entrevidas naCodificação
Em O Livro dos Espíritos, no capítulo VI "Da Vida Espírita", os Espíritos sem um corpo material são chamados de errantes. E, na resposta à Questão 224 "a" do Livro, o vocábulo erraticidade, usado por Kardec para se referir ao intervalo entre duas existências corpóreas, aparece pela primeira vez:

224. a) Quanto tempo podem durar estes intervalos?
Desde algumas horas até alguns milhares de séculos. Propriamente falando, não há extremo limite estabelecido para o estado de erraticidade, que pode prolongar-se muitíssimo, mas que nunca é perpétuo Allan Kardec, em capítulo VI "Da Vida Espírita" de O Livro dos Espíritos.

Desse ponto em diante da Codificação, toda referência ao estado do Espírito entre duas vidas é chamado de erraticidade. Esse termo, no entanto, é muito pouco utilizado no movimento espírita hoje em dia, que utiliza com muito mais frequência as expressões plano espiritual e mundo espiritual.
(...) O que é a felicidade terrena comparada à que desfruto aqui? Esplêndidas festas terrenas em que se ostentam os mais ricos paramentos, o que são elas comparadas a estas assembleias de Espíritos resplendentes de brilho que as vossas vistas não suportariam, brilho que é o apanágio da sua pureza? Os vossos palácios de dourados salões, que são eles comparados a estas moradas aéreas, vastas regiões do Espaço matizadas de cores que obumbrariam o arco-íris?! Os vossos passeios, a contados passos nos parques, a que se reduzem, comparados aos percursos da imensidade, mais céleres que o raio? Horizontes nebulosos e limitados, que são, comparados ao espetáculo de mundos a moverem-se no Universo infinito ao influxo do Altíssimo? E como são monótonos os vossos concertos mais harmoniosos em relação à suave melodia que faz vibrar os fluidos do éter e todas as fibras d`alma! E como são tristes e insípidas as vossas maiores alegrias comparadas à sensação inefável de felicidade que nos satura todo o ser como um eflúvio benéfico, sem mescla de inquietação, de apreensão, de sofrimento?! Aqui, tudo ressumbra amor, confiança, sinceridade: por toda parte corações amantes, amigos!

Trechos de comunicação de espírito que afirma ter sido uma condessa chamada Paula reproduzidos por Kardec no capítulo II "Espíritos felizes", segunda parte de O Céu e o Inferno.

### Relação com a erraticidade
Há adeptos da doutrina espírita que dizem que a codificação nada fala acerca de um plano espiritual, limitando-se a chamar de erraticidade o espaço ocupado pelos espíritos desencarnados, como vimos mais acima. Por um lado, de fato, as obras fundamentais do espiritismo não abordam de forma mais detida essa questão, chegando Kardec inclusive a classificar uma descrição, feita por uma santa católica, de algo bastante assemelhado ao umbral da tradição espírita brasileira, como um simples pesadelo. Por outro, trechos como o cap. VIII, Segunda Parte, de O Livro dos Médiuns, intitulado Laboratório do Mundo Invisível, e o cap. XIV, item 3, de A Gênese, são apontados por estudiosos espíritas como indícios de que o codificador entrevia detalhes muito mais complexos do que a erraticidade genericamente entendida, no que diz respeito à localização dos espíritos após a morte.
No estado de eterização, o fluido cósmico não é uniforme; sem deixar de ser etéreo, sofre modificações tão variadas em gênero e mais numerosas talvez do que no estado de matéria tangível. Essas modificações constituem fluidos distintos que, embora procedentes do mesmo princípio, são dotados de propriedades especiais e dão lugar aos fenômenos peculiares ao mundo invisível.

Dentro da relatividade de tudo, esses fluidos têm para os Espíritos, que também são fluídicos, uma aparência tão material, quanto a dos objetos tangíveis para os encarnados e são, para eles, o que são para nós as substâncias do mundo terrestre. Eles os elaboram e combinam para produzirem determinados efeitos, como fazem os homens com os seus materiais, ainda que por processos diferentes.

Lá, porém, como neste mundo, somente aos Espíritos mais esclarecidos é dado compreender o papel que desempenham os elementos constitutivos do mundo onde eles se acham. Os ignorantes do mundo invisível são tão incapazes de explicar a si mesmos os fenômenos a que assistem e para os quais muitas vezes concorrem maquinalmente, como os ignorantes da Terra o são para explicar os efeitos da luz ou da eletricidade, para dizer de que modo é que veem e escutam. A Gênese

### Hospital do astral
Segundo a doutrina espírita, o mundo material é uma cópia do mundo espiritual. Tal conceito havia sido proposto pelo filósofo Platão, em sua teoria das ideias. Em O Evangelho Segundo o Espiritismo, Sócrates e Platão são considerados precursores do cristianismo e, por consequência, do Espiritismo. Se no mundo dos encarnados existem cidades, vilas, escolas, parques, hospitais, casas de oração, centros educacionais, etc., tais lugares teriam sido inspirados em modelos preexistentes do mundo espiritual. Como via de duas mãos, há hospitais e médicos do mundo terreno que valorizam a dimensão espiritual no tratamento de seus pacientes.

Relatos mediúnicos contam que um espírito, após o desencarne, é atraído a um local que se afina com o seu grau de evolução. Dependendo do mérito, o desencarnado poderá "acordar" em um "hospital", onde receberá cuidados psicológicos ou em seu corpo semimaterial (perispírito).
Nos hospitais da erraticidade, equipes médicas cuidam dos pacientes através de passes, medicamentos ou, até mesmo, cirurgias.

## Na rosacruz
O mundo de desejos, segundo Max Heindel, é uma dimensão cósmica que está situada entre o Plano Físico e o Mundo do Pensamento. É o local para onde vai o ser humano logo após a morte.
Neste mundo (ou plano) atuariam duas forças - as de atração e as de repulsão - análogas às forças centrífuga e centrípeta do mundo físico. As forças de repulsão são as responsáveis pela dor e pelo sofrimento que o homem sente neste mundo em decorrência dos maus atos praticados em vida, enquanto as forças de atração são as responsáveis pela alegria e bem estar que o ser humano sente, em decorrência dos bons atos.
Este mundo se subdivide em sete regiões, sendo que nas três inferiores (chamadas de Purgatório) atuam as forças de repulsão e nas três superiores (chamadas de Primeiro Céu, ou Paraíso), atuam as forças de atração. A quarta região, intermediária, é o local onde as forças entram em equilíbrio e é o local onde ficam os materialistas justos.
Vale recordar que todo ser humano, segundo Max Heindel, passa por todas as sete regiões antes de ingressar no Mundo do Pensamento, onde começarão os preparativos para a encarnação seguinte.

## Na teosofia
Na Teosofia o Mundo de Desejos também é conhecido como plano astral. Concordando com outras correntes, a Teosofia diz que este é um plano de existência intermediário entre o mundo físico e o mundo mental ou celeste, uma região onde a vida é mais ativa e as formas mais plásticas que no plano físico, formas que estão sujeitas à influência do pensamento. As entidades que aqui vivem - elementais, devas inferiores e pessoas mortas há pouco tempo - podem mudar seu aspecto simplesmente pensando em uma dada forma, sendo sumamente fácil para seres brincalhões ou mesmo malévolos enganar os que não foram preparados para reconhecer tais ilusões. É o reino das emoções e desejos por excelência, onde eles são sentidos em toda sua intensidade sem o efeito amortecedor causado pelo corpo físico mais denso.